# Las Pilas, Guerrero
Las Pilas är en ort i Mexiko.   Den ligger i kommunen Tlapa de Comonfort och delstaten Guerrero, i den sydöstra delen av landet, 240 km söder om huvudstaden Mexico City. Las Pilas ligger 1 549 meter över havet och antalet invånare är 252.
Terrängen runt Las Pilas är kuperad norrut, men söderut är den bergig. Runt Las Pilas är det ganska glesbefolkat, med 36 invånare per kvadratkilometer. Närmaste större samhälle är Xalpatlahuac, 15,4 km nordväst om Las Pilas. I omgivningarna runt Las Pilas växer huvudsakligen savannskog.